# Örebro VBS
Örebro VBS est un club suédois de volley-ball fondé en 2004 et basé à Örebro, évoluant pour la saison 2020-2021 en Elitserien.

## Palmarès
- Championnat de Suède (10)
  - Vainqueur : 1996, 1997, 1998, 1999, 2000, 2001, 2003, 2004, 2005, 2008.
  - Finaliste : 2016[2]2019.

## Entraîneurs successifs
- 2011-2014  Matilda Wikander
- 2014-2015  Oskar Jönson Vikterlöf
- 2015-2017  Matilda Wikander
- 2017-2018  Brendan Garlick
- 2018- ...       Jonas Svantesson

## Effectifs

### Saison 2020-2021
| No                                                                                 | Nom                                                                                | Date de naissance                                                                  | Taille                         | Poids                          | Poste                          |
| ---------------------------------------------------------------------------------- | ---------------------------------------------------------------------------------- | ---------------------------------------------------------------------------------- | ------------------------------ | ------------------------------ | ------------------------------ |
| 1                                                                                  | Ludovica Forastieri                                                                | 30 mars 1993                                                                       | 177                            |                                | Réceptionneuse-attaquante      |
| 2                                                                                  | Sofia Andersson                                                                    | 10 février 2000                                                                    | 183                            | 82                             | Passeuse                       |
| 3                                                                                  | Jonna Nilsson                                                                      | 26 avril 1995                                                                      | 180                            |                                | Centrale                       |
| 4                                                                                  | Evelina Granberg                                                                   | 21 février 2000                                                                    | 181                            | 73                             | Réceptionneuse-attaquante      |
| 5                                                                                  | Sofia Stiernström                                                                  | 22 avril 1999                                                                      | 179                            |                                | Réceptionneuse-attaquante      |
| 6                                                                                  | Sofie Sjöberg                                                                      | 22 août 1993                                                                       | 173                            | 60                             | Libero                         |
| 7                                                                                  | Freja Morén                                                                        | 23 mars 1990                                                                       | 182                            | 72                             | Centrale                       |
| 8                                                                                  | Catarina Cooper                                                                    | 30 avril 2000                                                                      | 167                            | 69                             | Libero                         |
| 9                                                                                  | Josephine Tegenfalk                                                                | 14 décembre 1988                                                                   | 170                            | 58                             | Passeuse                       |
| 10                                                                                 | Elsa Arrestad                                                                      | 26 décembre 1998                                                                   | 182                            | 73                             | Centrale                       |
| 11                                                                                 | Maja Hedén                                                                         | 28 avril 2001                                                                      | 178                            |                                | Réceptionneuse-attaquante      |
| 12                                                                                 | Isabelle Reffel                                                                    | 23 octobre 2001                                                                    | 183                            | 68                             | Réceptionneuse-attaquante      |
| 13                                                                                 | Iida Murto                                                                         | 19 avril 1998                                                                      | 179                            | 66                             | Réceptionneuse-attaquante      |
| 18                                                                                 | Cornelia Rosenqvist                                                                | 19 septembre 1998                                                                  | 197                            | 72                             | Centrale                       |
|                                                                                    |                                                                                    |                                                                                    |                                |                                |                                |
| Encadrement technique                                                              | Encadrement technique                                                              |                                                                                    | Légende                        | Légende                        | Légende                        |
| Entraîneur : Jonas Svantesson                                                      | Entraîneur : Jonas Svantesson                                                      | Entraîneur : Jonas Svantesson                                                      | : Capitaine                    | : Capitaine                    | : Capitaine                    |
| Entraîneur(s) adjoint(s) : Annika Wallentin Entraîneur(s) adjoint(s) : Jonas Håård | Entraîneur(s) adjoint(s) : Annika Wallentin Entraîneur(s) adjoint(s) : Jonas Håård | Entraîneur(s) adjoint(s) : Annika Wallentin Entraîneur(s) adjoint(s) : Jonas Håård | : Joueuse blessée actuellement | : Joueuse blessée actuellement | : Joueuse blessée actuellement |